# مارکو بنفاتو
مارکو بنفاتو (ایتالیایی: Marco Benfatto؛ زادهٔ ۶ ژانویهٔ ۱۹۸۸) دوچرخه‌سوار اهل ایتالیا است.
از باشگاه‌هایی که در آن رکاب زده‌است می‌توان به اندرونی جوکاتولی–سیدرمک و لیکویگاس اشاره کرد.